# Un enfant
Pour les articles homonymes, voir Un enfant (roman).
Singles de Michel Sardou
Le Surveillant général
(1972) La Maladie d'amour
(1973)
Pistes de Danton
Mon mal de foie
(10) Le Surveillant général
(12)
Un enfant est une chanson composée par Jacques Revaux et écrite et interprétée par Michel Sardou parue sur l'album Danton en 1972 et sortie en 45 tours en automne de la même année.

## Liste des titres
| A1. | Un enfant                 | Michel Sardou              | Jacques Revaux | 3:29 |
| B1. | Les Gens du show-business | Michel Sardou, Yves Dessca | Jacques Revaux | 2:28 |

## Classements

### Classements hebdomadaires
| Classement (1972-1973)                  | Meilleure position |
| --------------------------------------- | ------------------ |
| Belgique (Wallonie Ultratop 50 Singles) | 7                  |
| France (IFOP)                           | 8                  |

## Historique de sortie
| Pays   | Date | Format   | Label        |
| ------ | ---- | -------- | ------------ |
| France | 1972 | 45 tours | Tréma        |
| Canada | 1973 | 45 tours | Able Records |